# Jules Haime
Jules Haime, né le 28 mars 1824 à Tours et mort le 28 septembre 1856 à Paris, est un  naturaliste et géologue français.

## Biographie
Il montre un intérêt particulier pour les sciences dans ses études à Tours. En 1842, il entre à l'École de médecine. Deux ans plus tard, il se rend à Paris. Il abandonne alors la médecine, pour suivre les cours de la Faculté des sciences de Paris et du Muséum national d'histoire naturelle.
Il devient le préparateur de Milne-Edwards au Muséum.
Il sera ensuite professeur d'histoire naturelle au lycée Napoléon où il succède à Milne-Edwards (1800-1885) et à Quatrefages (1810-1892).
Il a laissé différents travaux d'histoire naturelle et de géologie. Il fut vice-président de la Société géologique de France. Il a collaboré avec Milne-Edwards aux Suites à Buffon éditées par la librairie Roret pour les Zoophytes coralliaires.
Après son décès prématuré, l'ouvrage est mené à son terme par Milne-Edwards seul.